# Dallas (Pennsylvanie)
Pour les articles homonymes, voir Dallas (homonymie).
Dallas est un borough situé au sud du comté de Luzerne, en Pennsylvanie, aux États-Unis,. En 2010, il comptait une population de 2 804 habitants, estimée au 1er juillet 2020 à 2 695 habitants. Le borough est incorporé le 21 avril 1879.

## Démographie
Lors du recensement de 2010, le borough comptait une population de 2 804 habitants. Elle est estimée, en 2020, à 2 695 habitants.

### Source de la traduction
- (en) Cet article est partiellement ou en totalité issu de l’article de Wikipédia en anglais intitulé « Dallas, Pennsylvania » (voir la liste des auteurs).